# Homologie trwałe
Homologie trwałe – rozszerzenie teorii homologii symplicjalnych będące jednym z głównych narzędzi topologicznej analizy danych.

## Definicja
Jeżeli
{\displaystyle \emptyset =K_{0}\subseteq K_{1}\subseteq \cdots \subseteq K_{n}=K}
jest ciągiem kompleksów symplicjalnych, to włożenia {\displaystyle K_{i}\hookrightarrow K_{j}} indukują homomorfizmy {\displaystyle f_{p}^{i,j}:H_{p}(K_{i})\to H_{p}(K_{j})} grup homologii symplicjalnych dla każdego wymiaru {\displaystyle p.} W tej sytuacji {\displaystyle p}-tymi grupami homologii trwałych {\displaystyle H_{p}^{i,j}} są obrazy homomorfizmów {\displaystyle f_{p}^{i,j},} tj. {\displaystyle H_{p}^{i,j}={\textrm {im}}f_{p}^{i,j}} dla {\displaystyle 1\leqslant i\leqslant j\leqslant n.} W szczególności grupa {\displaystyle H_{p}^{i,i}} jest tożsama z {\displaystyle H_{p}(K_{i})}.
Precyzyjniej, {\displaystyle H_{p}^{i,j}=Z_{p}(K_{i})/\left(B_{p}(K_{j})\cap Z_{p}(K_{i})\right),} gdzie {\displaystyle Z_{p}(K_{i})} oraz {\displaystyle B_{p}(K_{j})} są odpowiednio standardowymi podgrupami cykli oraz brzegów.